# Loren Acton
Loren Wilber Acton (ur. 7 marca 1936 w Lewistown w stanie Montana) – amerykański astronauta, doktor fizyki.

## Życiorys
W 1959 ukończył fizykę na Stanowym Uniwersytecie Montany. W 1965 uzyskał doktorat z astro- i geofizyki na Uniwersytecie Kolorado w Boulder. Od kwietnia 1978 był w oddziale astronautów NASA. Był członkiem załogi misji STS-51-F (Spacelab 2). Ośmiodniowy lot w kosmos odbył od 29 lipca do 6 sierpnia 1985 roku, między innymi badając atmosferę Słońca.
Stowarzyszenie Uczestników Lotów Kosmicznych (Association of Space Explorers) przyznało mu Universal Astronaut Insignia za lot orbitalny (nr 177).